# Монастир святих Апостолів Петра і Павла (Дрогобич)
Церква та монастир Святих Апостолів Петра і Павла — монастир Василіянського Чину святого Йосафата Української греко-католицької церкви в місті Дрогобичі на Львівщині. Належить до Дрогобицького деканату Самбірсько-Дрогобицької Єпархії УГКЦ. Монастир є значним духовним осередком, одним з найрозкішніших взірців сакральної архітектури міста та країни XIX століття, історико-архітектурна пам'ятка.

## Розташування
Велична мурована церква із комплексом монастирських споруд розташована у дрогобицькому середмісті, на вулиці Стрийській, 1.

## Історія
Василіянський монастир святих Апостолів Петра і Павла у Дрогобичі є наступником і продовжувачем перших монастирів отців Василіян на Дрогобиччині, що боронили традиційну українську греко-католицьку церкву, — в селах Дережичі, Лішня та Летня. Після того, як 1758 року просто на Великдень згорів Держичівський монастир, ченці остаточно вирішили звести один великий монастир. Втіленню ідеї завадив перший поділ Речі Посполитої (1772).

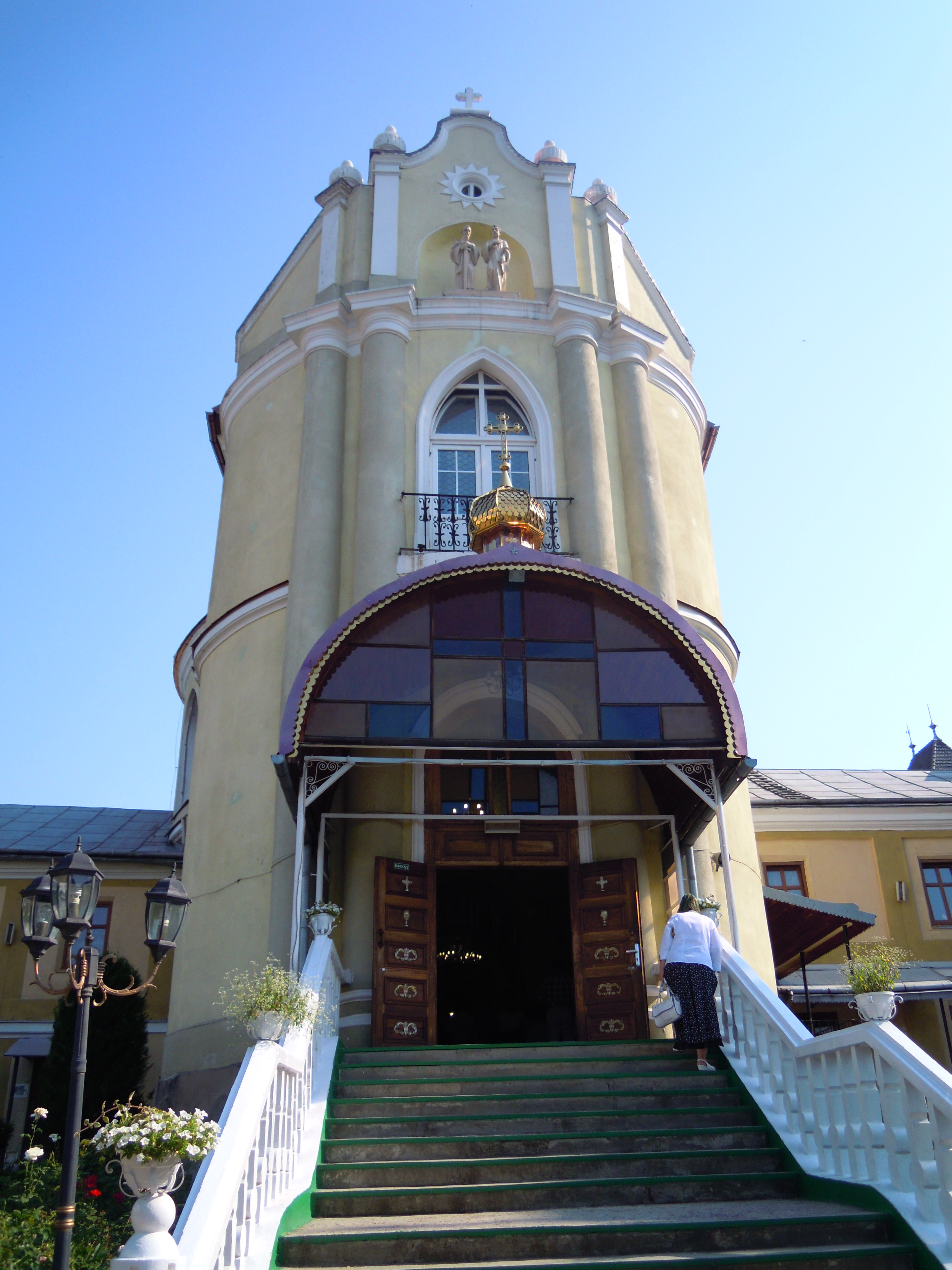
Церква Петра і Павла Дрогобич

За Австрії 31 грудня 1774 року протоігумен отець Онуфрій Братковський отримав в імператриці Марії-Терези дозвіл на будівництво неподалік Дрогобича василіянського монастиря, однак за умови ліквідації трьох існуючих обителей. Відтак, зібравши необхідні кошти, отці василіяни придбали в передміщанина Василя Ортинського земельний наділ, на якому взялися за будівництво майбутньої святині. Керував роботами новопризначений перший ігумен ще не зведеного монастиря — отець Гликерій Дубицький. За 3 роки будівництво дерев'яного монастиря та церкви Петра і Павла було завершено. Проте ця первинна будівля не збереглася, адже у 1825 році вщент згоріла в пожежі. Загинуло майже все церковне майно, вдалося врятувати лише вівтар та декілька ікон. На жаль, не збереглося жодного зображення монастиря, тому зараз ніхто не може з упевненістю сказати, як виглядала первинна монастирська споруда.
Ігумен Йосафат Качановський знову дістав у австрійського уряду дозвіл на спорудження нового монастиря, цього разу мурованого. І знову будівельні роботи тривали 3 роки. Роботи були завершені у 1828 році. Наступні три роки були присвячені оздобленню інтер'єру — внутрішньому малярству і художнім роботам. Освячення церкви відбулося у 1831 році, на день священномученика Йосафата, в честь чого церква, крім назви св. Апостолів Петра і Павла, отримала додаткову назву священномученика Йосафата.
На початку 1930-х роках монастир був зачинений на ремонт, а ченці переселилися до колишнього Свято-Троїцького монастиря. Певний час приміщення святині орендувала платна міська лікарня. Пізніше його винаймали приватні особи, зокрема відомий адвокат, громадський та політичний діяч, голова Дрогобицької «Просвіти», майбутній президент УНР в екзилі Степан Витвицький.
Оновлена церква була освячена перемиським єпископом Йосафатом Коциловським 4 грудня 1934 року.

### Тюрма на Стрийській
Та вже 1939 року, після входження західноукраїнських земель до складу УРСР, розпочалися масові репресії та гоніння УГКЦ, а також простих вірян. Поряд з церквою була відкрита катівня НКВД, у якій багато монахів та інших людей були по-варварськи закатовані.
Мученики Северіян Бараник, Яким Сеньківський та Віталій Байрак віддали своє життя за віру в Бога. За незалежності України, 27 червня 2001 року, під час візиту Папи Римського Івана Павла II, вони були проголошені блаженними.
У 1944 році на території монастиря був відкритий пересильний пункт для репресованих жителів Дрогобиччини. Після ліквідації Дрогобицької області, у 1959 році, храм передали педагогічному інститутові, де він служив студентським клубом для танців та інших розваг. У приміщенні монастиря були розташовані лабораторії.

### Відновлення монастиря
Від 1990 року та вже в незалежній Україні василіянський монастир святих Апостолів Петра і Павла у Дрогобичі відновив свою діяльність.
5 лютого 2011 р. у стінах монастиря виник молодіжний творчий осередок «ВКаменярі», який згодом, спільно із частиною Школи християнського аніматора створив групу творчої молоді «Youngsoul» (Молода душа).
17 квітня 2012 року територія монастиря стала одним із майданчиків міста, де на третій день Великодніх свят проходила Велика Гаївка.

## Галерея

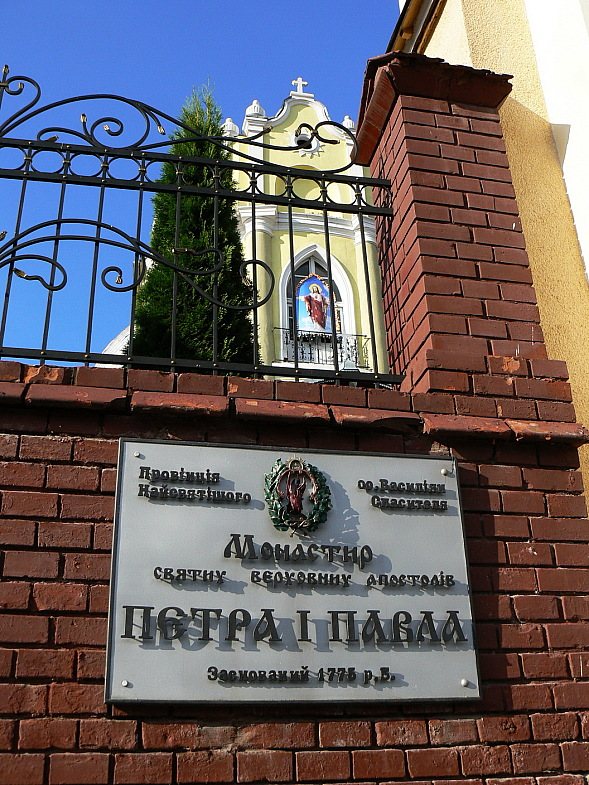
інформаційна дошка при вході
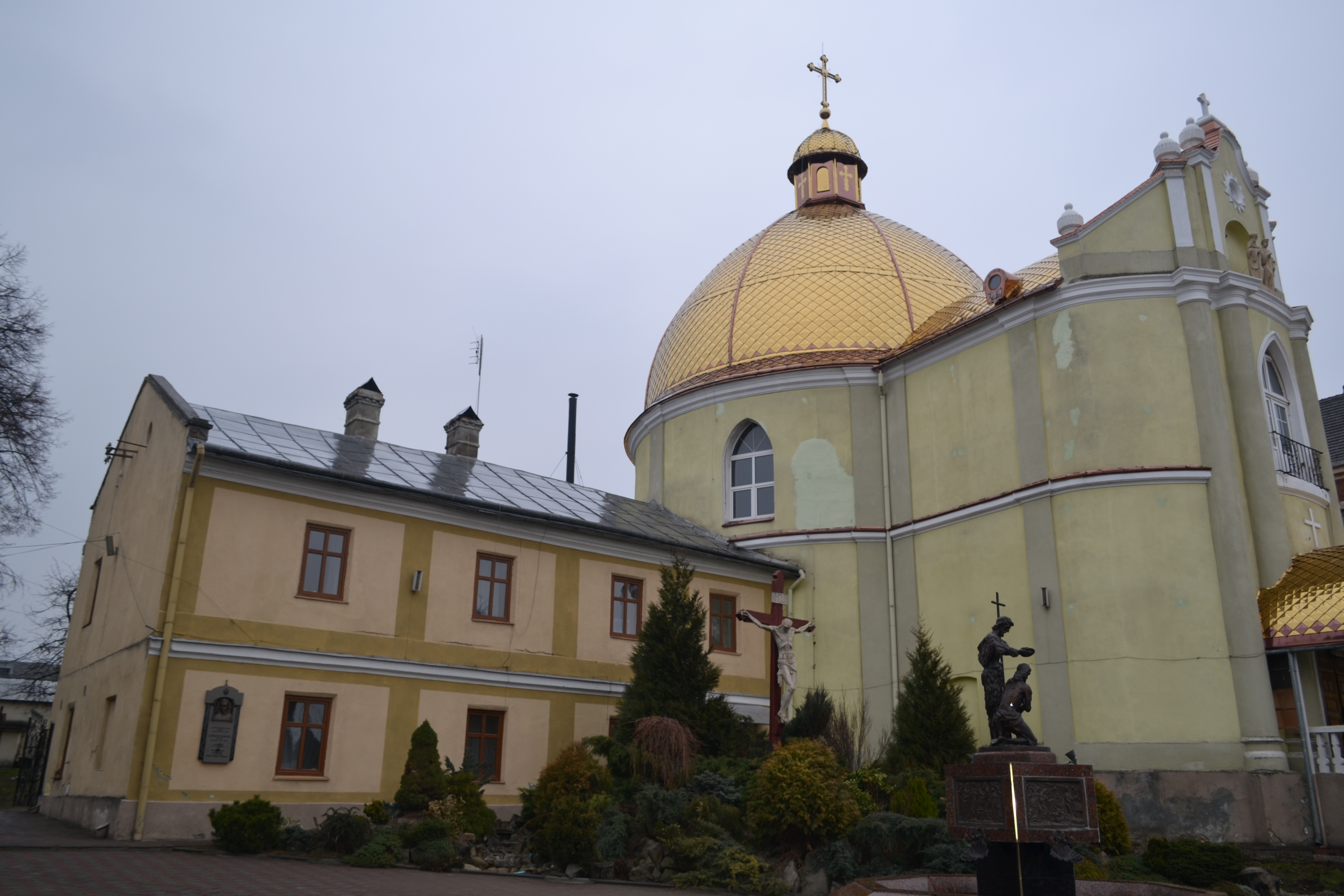
Келії монастиря
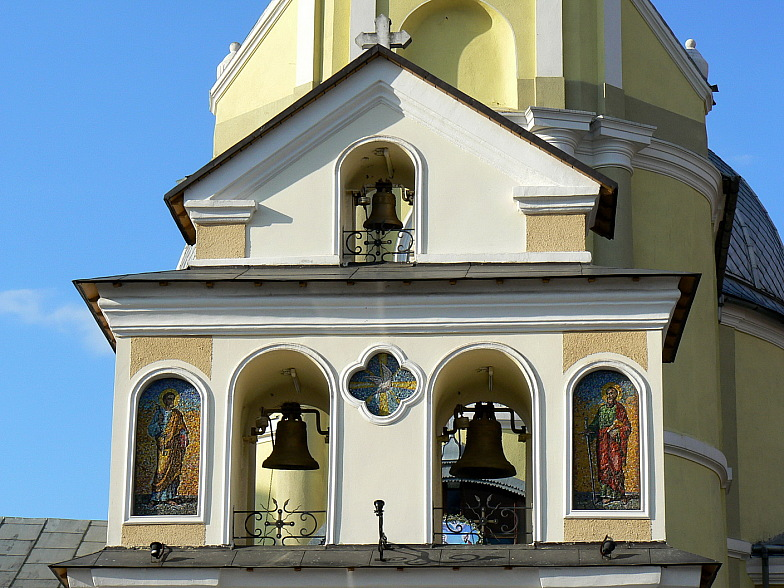
фрагмент будівлі монастиря
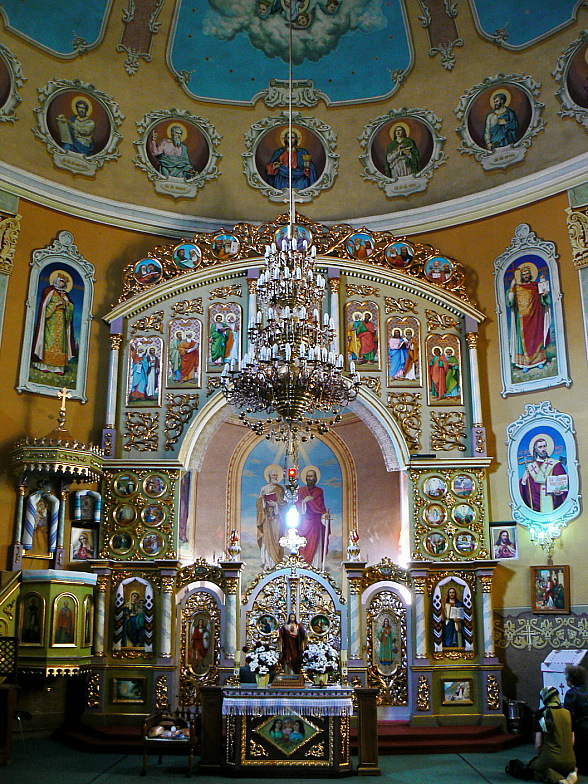
іконостас у церкві
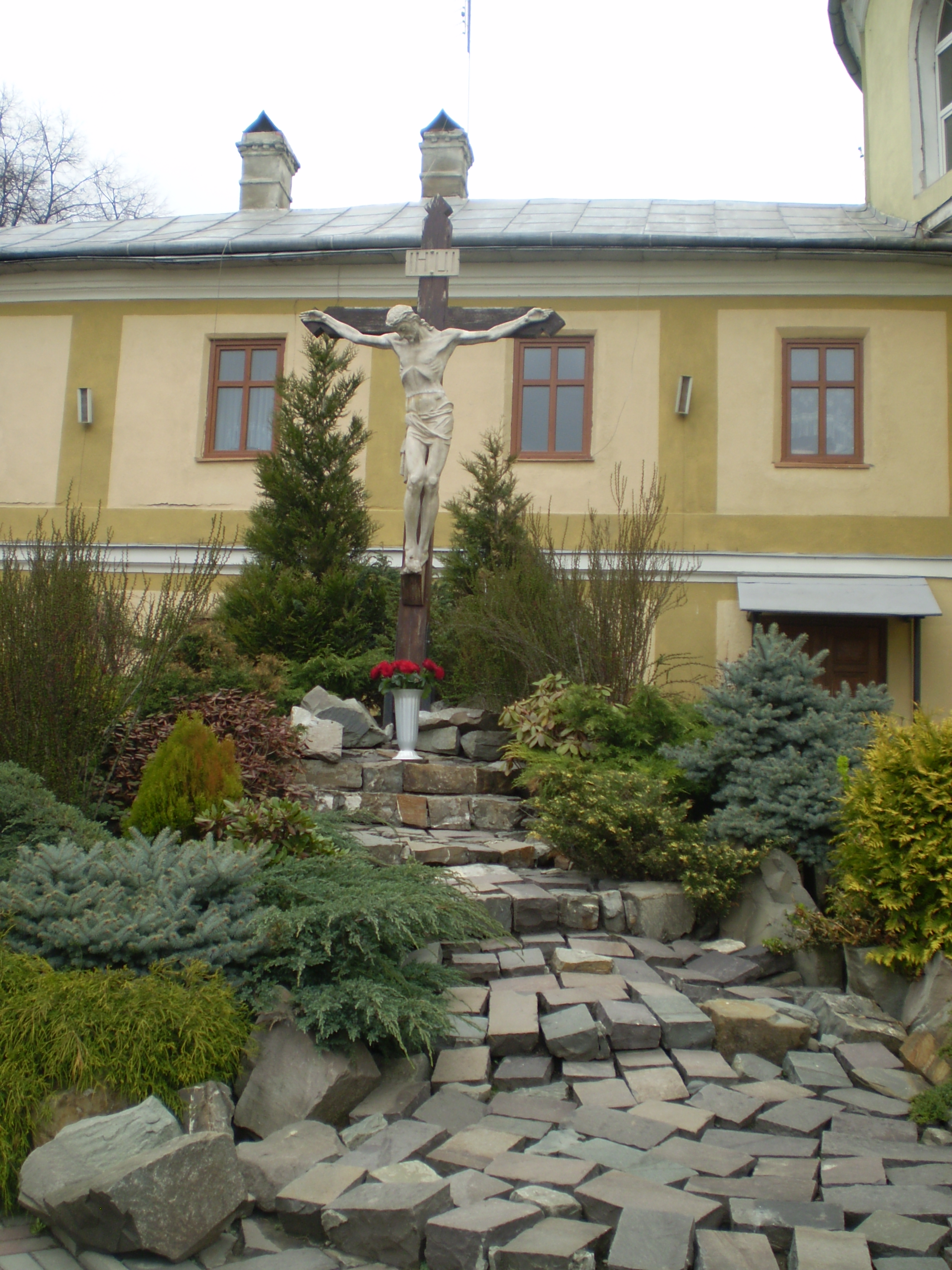
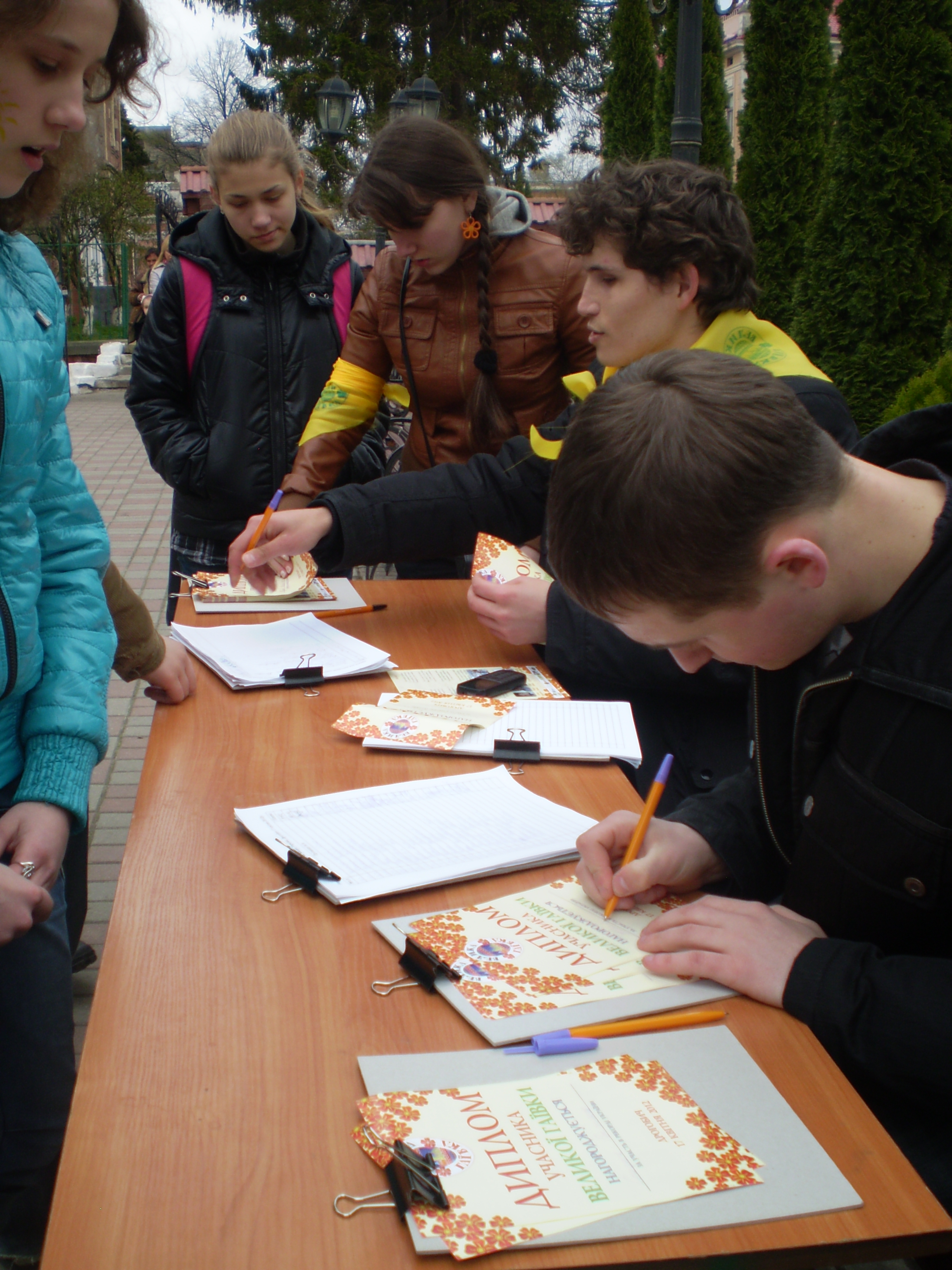
Заповнення анкет та вручення дипломів учасниками Великої Гаївки на подвір'ї монастиря святих Петра і Павла
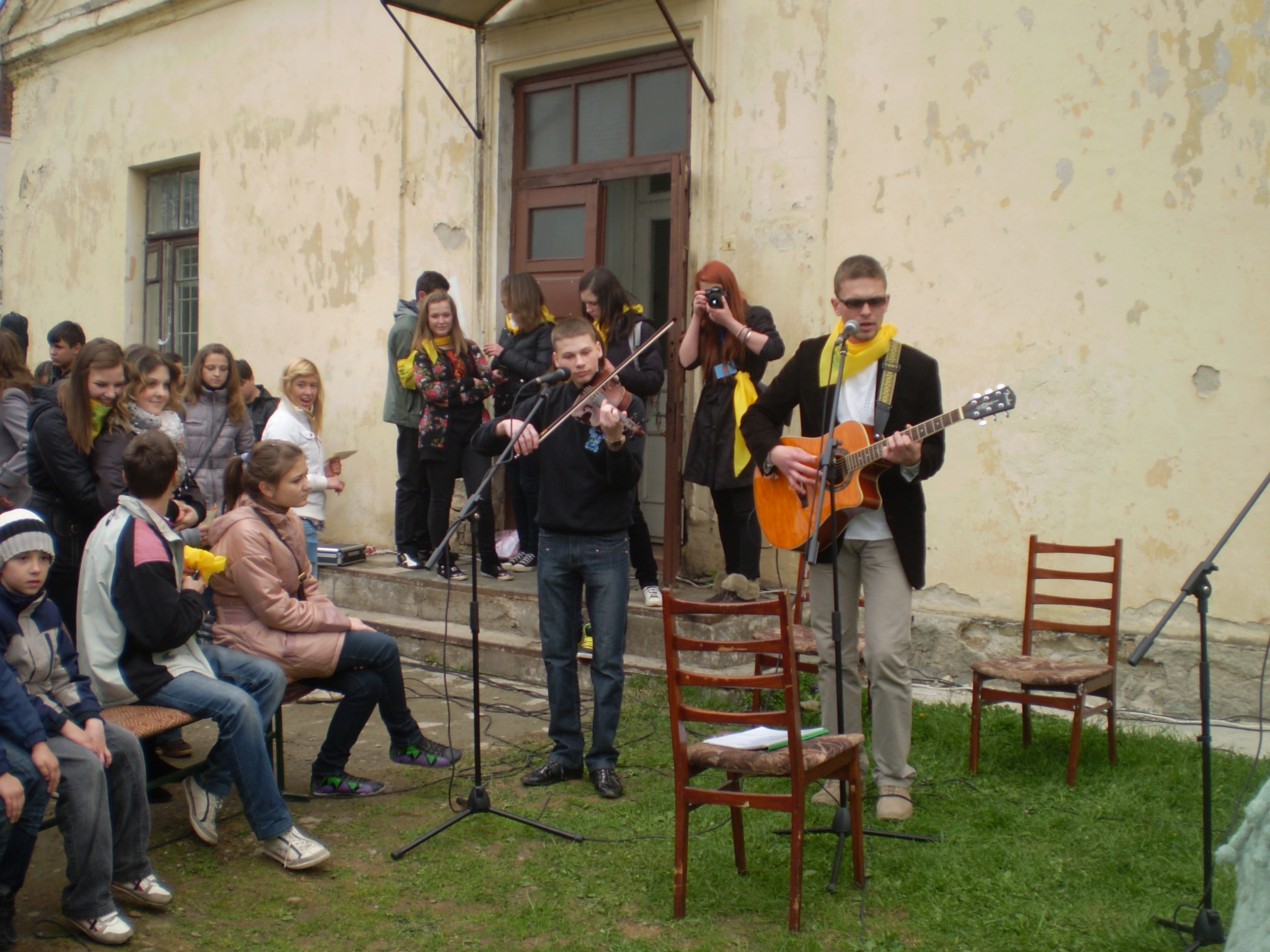
Виступ колективу з Калуша на подвір'ї монастиря Петра й Павла під час Великої Гаївки.
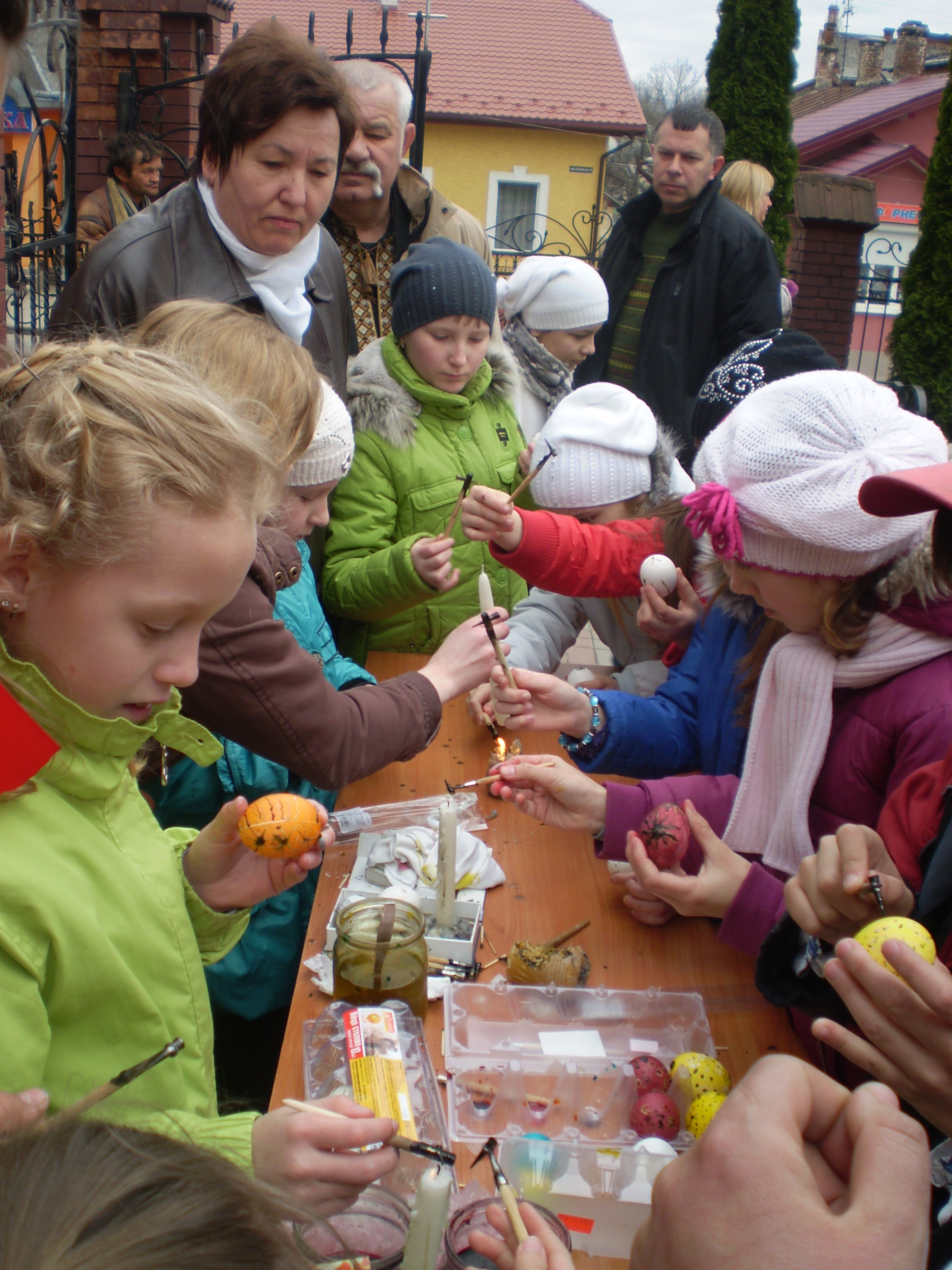
Подвір'я монастиря святих Петра і Павла. Волонтери навчають охочих мистецтва малювання писанки.
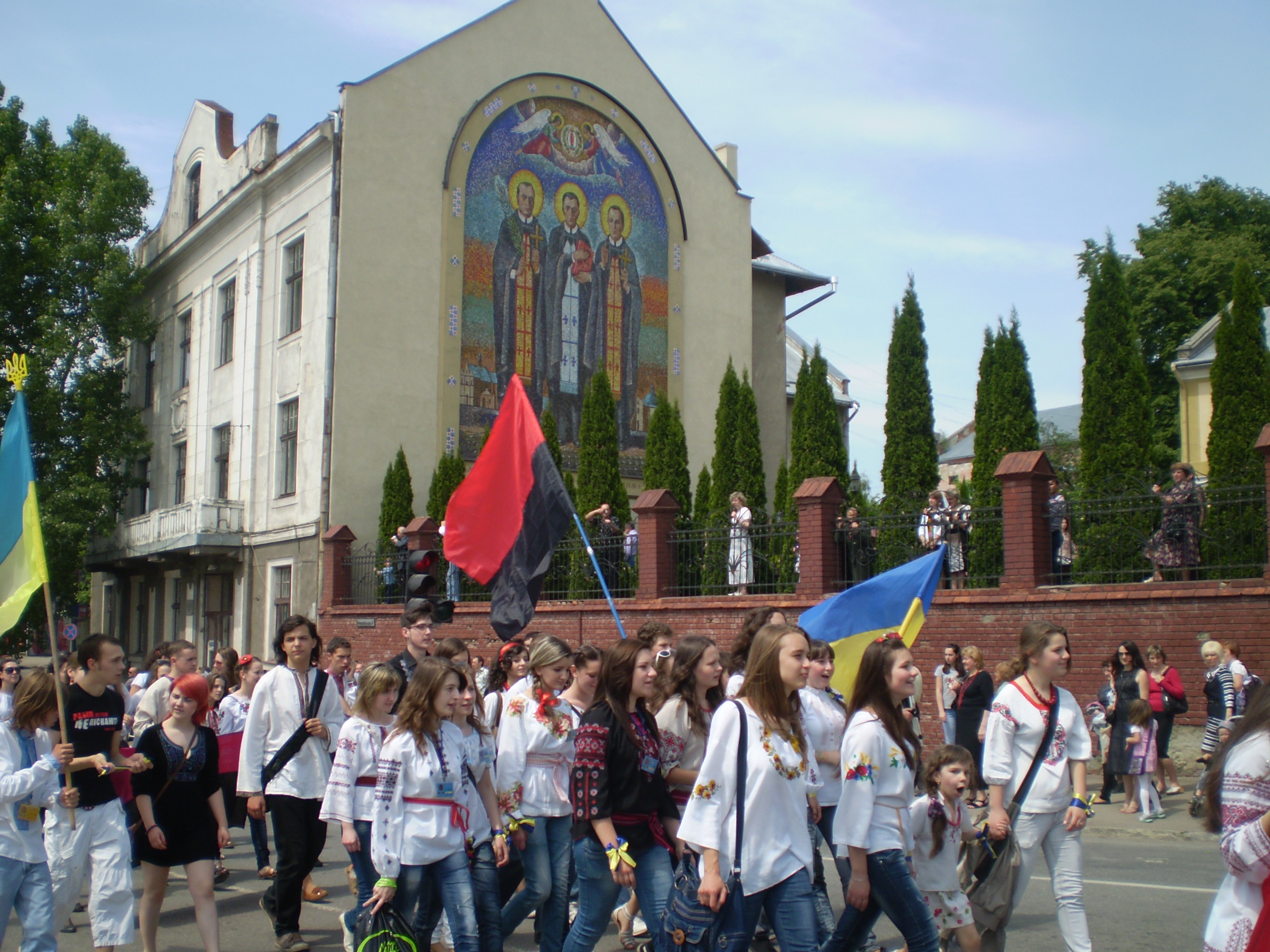
Вишиванка-фест 20 травня 2012. Рух колони повз Монастир святих Апостолів Петра й Павла. На стіні будинку мозаїка, на якій зображені дрогобицькі священномученики Северіян Бараник, Яким Сеньківський та Віталій Байрак.

## Виноски
1. ↑  Офіційний сайт. Архів оригіналу за 7 квітня 2020. Процитовано 7 квітня 2020.
2. ↑  Церква святих Апостолів Петра і Павла. Архів оригіналу за 7 квітня 2020. Процитовано 7 квітня 2020.
3. ↑  Нариси з історії Дрогобича (від найдавніших часів до початку XXI ст.) Дрогобич, Коло, 2009 рік, стор. ;— ISBN 978-966-7996-46-8.
4. ↑  http://stattitablohy.ezreklama.com/pub/articles/istoriia/vasiliians-kii-monastir-sviatikh-vierkhovnikh-apostoliv-pietra-i-pavla-m-droghobich-16.htm [Архівовано 30 квітня 2011 у Wayback Machine.] Василіянський Монастир Святих Верховних Апостолів Петра і Павла, м. Дрогобич